# Le nuvole e la rosa
Le nuvole e la rosa è il settimo album del cantautore italiano Amedeo Minghi pubblicato nel 1988.

## Tracce
Lato A
1. Rosa al risveglio – 1:11 (musica: Amedeo Minghi)
2. Due passi – 6:24 (Amedeo Minghi)
3. Rosabolero – 4:32 (musica: Amedeo Minghi)
4. Rosa – 5:17 (Amedeo Minghi)

Lato B
1. Alla leggera – 5:06 (Amedeo Minghi)
2. Nuvole su di te – 7:59 (Amedeo Minghi)
3. Bella – 4:57 (Amedeo Minghi)
4. Rosa allo specchio – 1:39 (musica: Amedeo Minghi)
5. Rivederci e grazie – 7:19 (Amedeo Minghi)

## Formazione
- Amedeo Minghi – voce, tastiera
- Derek Wilson – batteria, percussioni
- Marco Petriaggi – chitarra acustica, programmazione
- Michele Santoro – tastiera
- Arturo Stalteri – pianoforte
- Mario Zannini Quirini – tastiera, programmazione